# Jeret Peterson
Jeret Peterson (Boise, 12 de dezembro de 1981 – Lambs Canyon, 25 de julho de 2011) foi um esquiador estilo livre estadunidense medalhista de prata nos Jogos Olímpicos de Inverno de 2010, em Vancouver.
Speedy, como era apelidado, participou de três edições de Jogos Olímpicos sempre competindo na modalidade aerials do esqui estilo livre. Em Salt Lake City 2002 ficou na nona colocação e nos Jogos Olímpicos de 2006, em Turim, melhorou duas posições, finalizando no sétimo lugar.
Sua última aparição olímpica foi nos Jogos de Vancouver em 2010, onde Peterson conquistou a medalha de prata, sendo superado apenas pelo bielorrusso Alexei Grishin.
Em 25 de julho de 2011, foi encontrado morto com feridas de arma de fogo em uma estrada interestadual na região de Lambs Canyon, Utah. Peterson teve problemas com álcool e depressão e chegou a admitir que tinha pensamentos de suicídio, todas decorrentes de uma infância em que ele foi abusado sexualmente e perdeu sua irmã de 5 anos de idade por um motorista bêbado.